# Odolanów (gromada)
Odolanów – dawna gromada, czyli najmniejsza jednostka podziału terytorialnego Polskiej Rzeczypospolitej Ludowej w latach 1954–1972.
Gromady, z gromadzkimi radami narodowymi (GRN) jako organami władzy najniższego stopnia na wsi, funkcjonowały od reformy reorganizującej administrację wiejską przeprowadzonej jesienią 1954 do momentu ich zniesienia z dniem 1 stycznia 1973, tym samym wypierając organizację gminną w latach 1954–1972.
Gromadę Odolanów z siedzibą GRN w mieście Odolanowie (nie wchodzącym w skład gromady) utworzono – jako jedną z 8759 gromad na obszarze Polski – w powiecie ostrowskim w woj. poznańskim, na mocy uchwały nr 32/54 WRN w Poznaniu z dnia 5 października 1954. W skład jednostki weszły obszary dotychczasowych gromad Huta i Nadstawki ze zniesionej gminy Odolanów oraz obszar dotychczasowej gromady Świeca ze zniesionej gminy Czarnylas w tymże powiecie. Dla gromady ustalono 16 członków gromadzkiej rady narodowej.
1 stycznia 1960 do gromady Odolanów włączono obszar zniesionej gromady Raczyce w tymże powiecie.
1 stycznia 1962 do gromady Odolanów włączono obszary zniesionych gromad Nabyszyce (bez miejscowości Bartnia i Wierzbno) i Tarchały Wielkie w tymże powiecie.
4 lipca 1968 do gromady Odolanów włączono miejscowości Garki i Boników ze zniesionej gromady Boników w tymże powiecie.
1 stycznia 1970 do gromady Odolanów włączono 1.607,14 ha z miasta Odolanów w tymże powiecie.
Gromada przetrwała do końca 1972 roku, czyli do kolejnej reformy gminnej. 1 stycznia 1973 w powiecie ostrowskim reaktywowano gminę Odolanów.